# Heterotermes
Heterotermes är ett släkte av termiter. Heterotermes ingår i familjen Rhinotermitidae.
Kladogram enligt Catalogue of Life:
| Heterotermes | \| \| Heterotermes aureus \| \| \| \| \| \| Heterotermes convexinotatus \| \| \| \| \| \| Heterotermes maculatus \| \| \| \| \| \| Heterotermes tenuis \| \| \| \| |
|              | \| \| Heterotermes aureus \| \| \| \| \| \| Heterotermes convexinotatus \| \| \| \| \| \| Heterotermes maculatus \| \| \| \| \| \| Heterotermes tenuis \| \| \| \| |
|              | Coptotermes |
|              | |
|              | Prorhinotermes |
|              | |
|              | Reticulitermes |
|              | |
|              | Heterotermes aureus |
|              | |
|              | Heterotermes convexinotatus |
|              | |
|              | Heterotermes maculatus |
|              | |
|              | Heterotermes tenuis |
|              | |

|  | Heterotermes aureus         |
|  |                             |
|  | Heterotermes convexinotatus |
|  |                             |
|  | Heterotermes maculatus      |
|  |                             |
|  | Heterotermes tenuis         |
|  |                             |